# Vlado Bojovič
Vlado Bojovič (* 10. Juni 1952 in Kriva Palanka, SFR Jugoslawien) ist ein ehemaliger jugoslawisch-slowenischer Handballspieler.

## Karriere

### Verein
Vlado Bojovič lernte das Handballspielen in Celje. Der 1,86 m große Rechtsaußen spielte von 1967 bis 1980 mit dem RK Celje überwiegend in der zweiten jugoslawischen Liga. In den Jahren 1975, 1976, 1977 und 1982 wurde er in die beste Mannschaft Jugoslawiens gewählt. Zwischen 1979 und 1981 lief der Linkshänder für Kolinska Slovan Ljubljana auf. Mit Ljubljana gewann er 1980 die jugoslawische Meisterschaft. Im Europapokal der Landesmeister 1980/81 unterlag er an der Seite seines Bruders Miha Bojovič in den Finalspielen dem SC Magdeburg mit 25:23 und 18:29.

### Nationalmannschaft
Mit der jugoslawischen Nationalmannschaft gewann Bojovič den World Cup 1974 in Schweden und die Mittelmeerspiele 1975 in Tunesien. Bei den Olympischen Spielen 1976 in Montreal und der Weltmeisterschaft 1978 erreichte er den fünften Platz. Bei der Weltmeisterschaft 1982 gewann er mit Jugoslawien die Silbermedaille. Er bestritt 108 Länderspiele, in denen er über 100 Tore erzielte.

### Sonstiges
1981 erhielt Bojovič die Bloudko-Plakette. Bei einer Online-Wahl zum 60-jährigen Jubiläum des slowenischen Handballverbandes wurde er gemeinsam mit Roman Pungartnik als bester rechter Außenspieler in die beste slowenische Mannschaft aller Zeiten gewählt. Von 1993 bis 1994 war er Direktor der slowenischen Männer-Handballnationalmannschaft. Er ist Ehrenmitglied des slowenischen Handballverbandes.

## Privates
Bojovič besuchte die Grundschule und das Gymnasium in Celje. Nach seinem Abschluss studierte er bis 1977 in Ljubljana erfolgreich Rechtswissenschaft. Bis 1984 war er als Rechtsanwaltsanwärter am Bezirksgericht in Celje tätig. Später arbeitete er unter anderem als selbständiger Unternehmer mit eigenem Sportgeschäft.